# 11807 Wannberg
A 11807 Wannberg (ideiglenes jelöléssel (11807) 1981 EH17) a Naprendszer kisbolygóövében található aszteroida. Schelte J. Bus fedezte fel 1981. március 1-jén.

## Kapcsolódó szócikk
- Kisbolygók listája (11501–12000)